# Zakonik kanonskog prava (1983.)
Zakonik kanonskog prava (skraćeno 1983 CIC prema latinskom nazivu Codex Iuris Canonici), poznat i kao Ivano-Pavlovski zakonik, predstavlja temeljni pravni sustav Katoličke Crkve za Latinsku Crkvu. Riječ je o drugoj i trenutno važećoj cjelovitoj kodifikaciji kanonskog prava za Latinsku crkvu.
Papa Ivan Pavao II. proglasio je ovaj zakonik 25. siječnja 1983. godine, a pravna snaga stupila mu je na Prvu nedjelju došašća, 27. studenoga iste godine. Njime je zamijenjen prethodni Zakonik kanonskog prava iz 1917. godine, koji je proglasio papa Benedikt XV. 27. svibnja 1917. Prema Kanonu VI., novi zakonik ukida prethodni iz 1917. te sve kaznene odredbe donesene pod njime, osim onih koje su uključene u novi zakonik.
Hrvatski prijevod objavljen je 1996. godine.

### Članci
- Marković, Ilija. 2018. Izmjene kanona Zakonika kanonskog prava iz 1983.: Od motu proprija Ad tuendam fidem do motu proprija Magnum principium. Vrhbosnensia. Univerzitet u Sarajevu – Katolički bogoslovni fakultet. Sarajevo. 22 (1): 117–151